# Deppea oaxacana
Deppea oaxacana är en måreväxtart som beskrevs av David H. Lorence. Deppea oaxacana ingår i släktet Deppea och familjen måreväxter. Inga underarter finns listade i Catalogue of Life.